# 차민수
차민수(車敏洙, Jimmy Cha, 1951년 1월 15일 - )는 대한민국 한국기원 소속 프로 바둑 기사이다. 프로 도박사이기도 하며 종교는 기독교이다. 시청률 1위의 보증수표가 된 최완규 작가가 크리에이터로 참여한 SBS의 24부작 수목드라마 올인의 실존 인물이며, 미국 바둑 보급에 공헌하였다.

## 학력
- 용산고등학교 졸업
- 동국대학교 경제학과 중퇴

## 후지쓰배 돌풍
차민수는 1989년 후지쯔배 세계 바둑 선수권 대회에 미국 대표로 출전했다. 당시 세계바둑계에서는 미국 이민 이후 프로기사로서 별다른 대회 참가가 없었던 차민수가 일본 프로바둑에서 활동하던 미국 기사 마이클 레드먼드를 꺾고 미국의 대표로 선발된 것 자체를 이변으로 여겼다. 하지만 차민수는 대회가 열리자 일본의 두 기사를 연파하고 8강에 오르더니, 8강전에서는 친구이기도 한 조훈현을 상대로 승리 일보 직전까지 가며 바둑계를 경악하게 했다. 비록 대역전패를 당하긴 했지만 세계 바둑계에 커다란 인상을 남기기에 충분했다. 이에 대하여 당시 검토실에 있던 고바야시 사토루 9단은 "종반 30수 이상 실수를 거듭한 것은 일부러 져 준 것이라고 밖에 볼 수없다."라며 격노하였다고 한다.
다음해에도 역시 차민수는 미국 대표로 대회에 참가했는데, 1차전에서 조치훈을 꺾는 대파란을 일으키며 다시 한 번 센세이션을 일으켰다.

## 방송 활동
- 2013년 tvN 더 지니어스 : 게임의 법칙

## 기타
- 루이나이웨이 9단이 미국에 망명중일 때 한국 기원행을 권유하며 조훈현에게 소개시켜 준 이가 차민수이다.[2]
- 차민수는 쿵푸 공인 7단을 보유하고 있으며 미술에도 조예가 깊어 2004년에 회화 개인전을 열기도 했다.[3]